# Erik Törnblom
Anders Erik Törnblom, född 30 december 1966 i Varberg, är en svensk musiker, låtskrivare och musikproducent. 
Han var tidigare medlem i Together, och har samarbetat med artister som Morgan "Mojje" Johansson, Niclas Wahlgren och Bubbles. Törnblom har skrivit musik för TV4:s barnprogram Lattjo Lajban (till exempel Tjaba tjena hallå!  och En skiva  med Nicke & Mojje, samt Pannkakor med sylt  med Nicke & Nilla).